# Affleck Castle

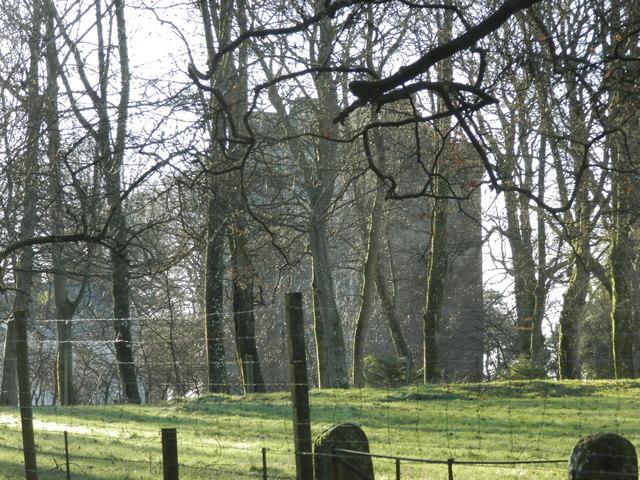
Affleck Castle

Affleck Castle (auch Auchenleck Castle) ist ein Wohnturm etwa 1,6 km westlich des Dorfes Monikie in der schottischen Council Area Angus. Historic Scotland hat das Gebäude mit L-förmigem Grundriss als Scheduled Monument gelistet.

## Geschichte
Affleck Castle wurde auf dem Land der Auchenlecks errichtet. Anfang des 18. Jahrhunderts gehörte es der Familie Reid, den die Burg 1746 wegen ihrer Aktivitäten in der Bewegung der Jakobiten aberkannt wurde. Bis 1760, als ein neues Landhaus gebaut wurde, war sie nicht mehr bewohnt.

## Beschreibung
Affleck Castle ist ein gut erhaltener, freistehender Wohnturm mit vier Stockwerken und einem Dachgeschoss mit Brüstung. Er ist 18 Meter hoch und hat dicke Mauern aus Bruchstein, in denen sich etliche Kammern befinden. Ein paar Stufen unterhalb des Eingangs befindet sich der Keller, der in verschiedene Räume aufgeteilt ist.
Der Rittersaal im Erdgeschoss hat eine Gewölbedecke, die zugleich Boden des Salons ist. Über dem Haupttreppenhaus befindet sich ein Mezzaninschlafraum, fast 2,1 Meter × 2,1 Meter groß, den man über eine 11-Stufige Treppe in der Ostmauer (vom Rittersaal aus) erreichen kann. Der Salon hat einen Spion zum Rittersaal darunter. Durch ihn kann man jeden beobachten, der sich zur Haupttreppe begibt. Der Raum besitzt Fensterbanksitze, Mauerkammern und einen offenen Kamin. Ein Stockwerk nach oben von diesem Raum aus kommt man zu ein rundes Oratorium, das mit Tabernakel, Piscina, Weihwasserbecken und steinernen Kerzenhaltern ausgestattet ist. Dieser Raum hat ebenfalls eine Gewölbedecke. In jedem Obergeschosse befindet sich ein Schlafraum.
In einem Fortsatz an der Tür mit einem quadratischen Caphouse befindet sich die Treppe. Über die Südwestecke befindet sich ein weiteres quadratisches Caphouse. Es gibt zwei Einrichtungen, um Geschosse oder Flüssigkeiten auf Angreifer zu werfen: eine über der Bogentür und die andere an der Westfassade, während das Erdgeschoss mit Schießscharten ausgestattet ist.